# Natriumlactat
Natriumlactat (Natrium lacticum) ist das Natriumsalz der Milchsäure mit der Formel NaC3H5O3.

## Eigenschaften
Natriumlactat ist ein farbloser Feststoff mit einem leicht salzigen Geschmack.

## Gewinnung
Natriumlactat entsteht (wie die Lactate allgemein) durch Fermentierung einer Zuckerquelle wie Mais oder Rüben und anschließende Neutralisierung der entstandenen Milchsäure.
Kommerziell genutzte Milchsäure wird meistens aus milchfreien Rohstoffen wie Maisstärke, Kartoffeln oder Melasse fermentiert. Weiterhin können Zucker oder Tapioka genutzt werden. Die Starterkultur für die Fermentierung kann Milchprodukte enthalten.
Milchsäure wird teils auch aus Milchprodukten wie Molke und Lactose fermentiert, welche bei 6,5 % Feststoffanteil 4,8 % Lactose enthält.
Milchsäure aus Milchprodukten wird oft wiederum in Milchprodukten wie Speiseeis und Doppelrahmkäse verwendet.
Typischerweise wird Molke zur Herstellung von Milchsäure benutzt, wenn die Molke selber als Abfall bei der Produktion bestimmter Milchprodukte anfällt.

## Verwendung

### Lebensmitteltechnologie
Natriumlactat wird in der Lebensmitteltechnik als Säureregulator, Feuchthaltemittel, Schmelzsalz oder als Festigungsmittel eingesetzt. Für die Verwendung in Lebensmitteln wird es als naturgemäß flüssiges Produkt oder aber auch in Pulverform angeboten.
Es ist in der EU als Lebensmittelzusatzstoff der Nummer E 325 für alle für Zusatzstoffe zugelassenen Lebensmittel – auch für „Bio“-Produkte – ohne eine Höchstmengenbeschränkung (quantum satis) zugelassen.
Bei Milchunverträglichkeit oder -allergie ist Natriumlactat unbedenklich, da üblicherweise keine Milch als Rohstoff verwendet wird und sonst auch kein Milchprotein enthält.

### Kosmetik, Papier- und Textilherstellung
Natriumlactat (SODIUM LACTATE, INCI) kann in Haarwaschmitteln und anderen ähnlichen Artikeln wie Flüssigseife eingesetzt werden, da es ein effektives Befeuchtungsmittel darstellt.
Es wird weiterhin in der Kosmetik sowie bei der Herstellung von Papier und Textilien und der Tabakverarbeitung eingesetzt.

### Medizin
Natriumlactat wird in Kombination mit blutdrucksteigernden Sympathomimetika  eingesetzt, um durch Überdosierung von Antiarrhythmika der Klasse I verursachte Arrhythmien zu behandeln.
Als Arzneistoff wird eine 50-prozentige Lösung (gemäß Arzneibuch) verwendet, die einen pH-Wert von 6,5 bis 9,0 aufweist und farblos, geruchlos und leicht zähflüssig ist.

## Geschichte
Bereits 1836 wurde erkannt, dass Natriumlactat ein Salz einer schwachen Säure ist anstatt eine Base zu sein, und es war bereits bekannt, dass das Lactat in der Leber metabolisiert werden muss, bevor das Natrium eine messbare Wirkung auf den pH-Wert entfalten kann.
In den Weltkriegen wurde es als Ersatz für Glycerin verwendet, um dieses für Kriegszwecke einzusparen.